# Canton d'Alès-2
Le canton d'Alès-2 est une circonscription électorale française du département du Gard créé par le décret du 24 février 2014 et entrée en vigueur lors des élections départementales de 2015.

## Histoire
Un nouveau découpage territorial du Gard entre en vigueur à l'occasion des élections départementales de mars 2015, défini par le décret du 24 février 2014, en application des lois du 17 mai 2013 (loi organique 2013-402 et loi 2013-403). Les conseillers départementaux sont, à compter de ces élections, élus au scrutin majoritaire binominal mixte. Les électeurs de chaque canton élisent au Conseil départemental, nouvelle appellation du Conseil général, deux membres de sexe différent, qui se présentent en binôme de candidats. Les conseillers départementaux sont élus pour 6 ans au scrutin binominal majoritaire à deux tours, l'accès au second tour nécessitant 12,5 % des inscrits au 1er tour. En outre la totalité des conseillers départementaux est renouvelée. Ce nouveau mode de scrutin nécessite un redécoupage des cantons dont le nombre est divisé par deux avec arrondi à l'unité impaire supérieure si ce nombre n'est pas entier impair, assorti de conditions de seuils minimaux. Dans le Gard, le nombre de cantons passe ainsi de 46 à 23.
Le canton d'Alès-2 est formé de communes des anciens cantons de Lussan (4 communes), de Saint-Ambroix (1 commune), de Vézénobres (3 communes), d'Alès-Sud-Est (5 communes) et d'Alès-Nord-Est (1 commune). Avec ce redécoupage administratif, le territoire du canton s'affranchit des limites d'arrondissements, avec 4 communes incluses dans l'arrondissement de Nîmes et 10 dans l'arrondissement d'Alès. Le bureau centralisateur est situé à Alès.

## Représentation
| Période élective | Période élective | Mandat | Mandat   | Identité        | Nuance | Nuance | Qualité                                                        |
| ---------------- | ---------------- | ------ | -------- | --------------- | ------ | ------ | -------------------------------------------------------------- |
| 2015             | 2021             | 2015   | 2021     | Valérie Meunier |        | LR     | Cadre Conseillère municipale d'Alès                            |
| 2015             | 2021             | 2015   | 2021     | Philippe Ribot  |        | UDI    | Cadre commercial Maire de Saint-Privat-des-Vieux (depuis 2008) |
| 2021             | 2028             | 2021   | en cours | Valérie Meunier |        | LR     | Conseillère sortante                                           |
| 2021             | 2028             | 2021   | en cours | Philippe Ribot  |        | UDI    | Conseiller sortant                                             |

### Résultats détaillés

#### Élections de mars 2015
À l'issue du 1er tour des élections départementales de 2015, deux binômes sont en ballottage : Émilie Almel et Nicolas Brossard (FN, 32,88 %) et Valérie Meunier et Philippe Ribot (Union de la Droite, 28,65 %). Le taux de participation est de 54,3 % (11 314 votants sur 20 836 inscrits) contre 53,96 % au niveau départemental et 50,17 % au niveau national.
Au second tour, Valérie Meunier et Philippe Ribot (Union de la Droite) sont élus avec 60,35 % des suffrages exprimés et un taux de participation de 54,12 % (5 946 voix pour 11 277 votants et 20 836 inscrits).

#### Élections de juin 2021
Le premier tour des élections départementales de 2021 est marqué par un très faible taux de participation (33,26 % au niveau national). Dans le canton d'Alès-2, ce taux de participation est de 32,43 % (6 886 votants sur 21 234 inscrits) contre 33,46 % au niveau départemental. À l'issue de ce premier tour, deux binômes sont en ballottage : Claude Cerpedes et Christiane Thomas (Union à gauche avec des écologistes, 37,14 %) et Valérie Meunier et Philippe Ribot (Union au centre et à droite, 36,63 %).
Le second tour des élections est marqué une nouvelle fois par une abstention massive équivalente au premier tour. Les taux de participation sont de 34,36 % au niveau national, 34,93 % dans le département et 35,32 % dans le canton d'Alès-2. Valérie Meunier et Philippe Ribot (Union au centre et à droite) sont élus avec 53,22 % des suffrages exprimés (3 721 voix pour 7 501 votants et 21 237 inscrits),,.

## Composition
| Nom                          | Code Insee | Intercommunalité      | Superficie (km2) | Population (dernière pop. légale)                | Densité (hab./km2) | Modifier                                    |
| ---------------------------- | ---------- | --------------------- | ---------------- | ------------------------------------------------ | ------------------ | ------------------------------------------- |
| Alès (bureau centralisateur) | 30007      | CA Alès Agglomération | 23,16            | Fraction : 13 661 (2022) Commune : 45 025 (2022) | 1 944              | modifier les données · modifier les données |
| Belvézet                     | 30035      | CC Pays d'Uzès        | 22,86            | 235 (2022)                                       | 10                 | modifier les données · modifier les données |
| Bouquet                      | 30048      | CC Pays d'Uzès        | 30,26            | 197 (2022)                                       | 6,5                | modifier les données · modifier les données |
| Brouzet-lès-Alès             | 30055      | CA Alès Agglomération | 13,03            | 681 (2022)                                       | 52                 | modifier les données · modifier les données |
| Fons-sur-Lussan              | 30113      | CC Pays d'Uzès        | 10,49            | 228 (2022)                                       | 22                 | modifier les données · modifier les données |
| Lussan                       | 30151      | CC Pays d'Uzès        | 46,92            | 531 (2022)                                       | 11                 | modifier les données · modifier les données |
| Mons                         | 30173      | CA Alès Agglomération | 15,94            | 1 789 (2022)                                     | 112                | modifier les données · modifier les données |
| Les Plans                    | 30197      | CA Alès Agglomération | 6,15             | 291 (2022)                                       | 47                 | modifier les données · modifier les données |
| Saint-Just-et-Vacquières     | 30275      | CA Alès Agglomération | 23,52            | 326 (2022)                                       | 14                 | modifier les données · modifier les données |
| Saint-Martin-de-Valgalgues   | 30284      | CA Alès Agglomération | 13,11            | 4 721 (2022)                                     | 360                | modifier les données · modifier les données |
| Saint-Privat-des-Vieux       | 30294      | CA Alès Agglomération | 15,80            | 5 592 (2022)                                     | 354                | modifier les données · modifier les données |
| Salindres                    | 30305      | CA Alès Agglomération | 11,53            | 3 648 (2022)                                     | 316                | modifier les données · modifier les données |
| Servas                       | 30318      | CA Alès Agglomération | 10,76            | 221 (2022)                                       | 21                 | modifier les données · modifier les données |
| Seynes                       | 30320      | CA Alès Agglomération | 14,33            | 172 (2022)                                       | 12                 | modifier les données · modifier les données |
| Vallérargues                 | 30338      | CC Pays d'Uzès        | 12,73            | 132 (2022)                                       | 10                 | modifier les données · modifier les données |
| Canton d'Alès-2              | 3003       |                       |                  | 32 425 (2022)                                    |                    | modifier les données                        |

Le canton d'Alès-2 comprend :
1. quatorze communes entières,
2. la partie de la commune d'Alès située au nord d'une ligne définie par l'axe des voies et limites suivantes : depuis la limite territoriale de la commune de Saint-Martin-de-Valgalgues, cours du Gardon-d'Alès, cours du Grabieux, ruisseau de Bruèges, avenue d'Alsace, rue du Faubourg-d'Auvergne, avenue du Maréchal-de-Lattre-de-Tassigny, ligne de chemin de fer, avenue Gaston-Mazoyer, avenue Frédéric-Joliot-Curie, avenue Youri-Gagarine, rue Baptiste-Marcet, rue Jules-Renard, rue Marcel-Pagnol, chemin de Sauvezon, route de Bagnols, jusqu'à la limite territoriale de la commune de Saint-Privat-des-Vieux.

Quartiers :
Bruèges / Croupillac / Clavières / Chantilly : 7 698 hab, 5,12 km2, 1 503.52 hab/km2
Tamaris : 2 267 hab, 0,74 km2, 3 063.51 hab/km2
Cévennes / Moulinet : 2 068 hab, 0,69 km2, 2 997.10 hab/km2
Soit : Superficie : 6,55 km2, Population : 12 033 hab, Densité : 1 837.1 hab/km2.

## Démographie
En 2022, le canton comptait 32 425 habitants, en évolution de +8,54 % par rapport à 2016 (Gard : +2,97 %, France hors Mayotte : +2,11 %).
| 2013   | 2018   | 2022   |
| ------ | ------ | ------ |
| 29 088 | 30 644 | 32 425 |